# 維拉昆卡山 (玻利維亞)
15°3′32″S 69°2′2″W / 15.05889°S 69.03389°W
維拉昆卡山（Wila Kunka），是玻利維亞的山峰，位於該國西部拉巴斯省包蒂斯塔·萨韦德拉县，處於烏利亞卡亞山以南，屬於安第斯山脈中阿波洛班巴山脈的一部分，海拔高度4,520米。